# Battaglia di Samarra (2004)
La battaglia di Samarra, nota anche come Operazione Baton Rouge, ebbe luogo nel 2004 durante la guerra in Iraq. La città di Samarra, nell'Iraq centrale, era caduta sotto il controllo degli insorgenti poco dopo che questi avevano preso il controllo di Fallujah e Ramadi. In preparazione per un'offensiva per la ripresa di Fallujah, il 1º ottobre, 5,000 soldati americani e iracheni assaltarono Samarra e la conquistarono dopo tre giorni di battaglie.